# Atherigona acutipennis
Atherigona acutipennis är en tvåvingeart som först beskrevs av Villeneuve 1922.  Atherigona acutipennis ingår i släktet Atherigona och familjen husflugor. Inga underarter finns listade i Catalogue of Life.